# Atletica leggera ai Giochi della XXIII Olimpiade - Maratona maschile

Video della competizione

La maratona ha fatto parte del programma maschile di atletica leggera ai Giochi della XXIII Olimpiade. La competizione si è svolta il 12 agosto 1984 nella città di Los Angeles, con arrivo nello Stadio olimpico.

## Presenze ed assenze dei campioni in carica
| Competizione      | Atleta              | Prestazione | Los Angeles 1984 |
| ----------------- | ------------------- | ----------- | ---------------- |
| Olimpiadi 1980    | Waldemar Cierpinski | 2h11'03”    | DDR assente      |
| Commonwealth 1982 | Robert de Castella  | 2h09'18”    | Presente         |
| Europei 1982      | Gerard Nijboer      | 2h15'16”    | Presente         |
| Asiatici 1982     | Kim Yang-kon        | 2h22'21”    | Non selez.       |
| Panamericani 1983 | Jorge González      | 2h12'43”    | Presente         |
| Africani 1982     | Juma Ikangaa        | 2h21'05”    | Presente         |
| Mondiali 1983     | Robert de Castella  | 2h10'03”    | Presente         |

1. ↑  Per il boicottaggio.

## La gara
Le condizioni climatiche alla partenza non appaiono ideali: l'aria è secca ma la temperatura tocca i 27°. Il gruppo è ancora unito quando, dopo 20 km, abbandona uno dei favoriti, Alberto Salazar. A poco a poco il gruppo si sgrana e al 30º km rimangono in testa dodici atleti. Poco prima del km 35 si ritirano tre candidati alla vittoria finale: Robert de Castella, il favorito numero 1, il giapponese Toshihiko Seko e Robleh.
Ne approfitta Carlos Lopes per scattare in avanti: mancano 5 km all'arrivo. Al 40º km Lopes ha 22 secondi di vantaggio sul britannico Spedding. Il distacco aumenta: il portoghese vince con un margine di 35 secondi e il nuovo record olimpico. L'irlandese Treacy, poco prima dell'ingresso nello stadio, soffia la seconda posizione a Spedding. All'età di 37 anni, Carlos Lopes è il vincitore più maturo della maratona olimpica.

## Ordine d'arrivo
| Pos.    | Atleta                   | Nazione                 | Tempo       |
| ------- | ------------------------ | ----------------------- | ----------- |
| Oro     | Carlos Lopes             | Portogallo              | 2 h 09' 21" |
| Argento | John Treacy              | Irlanda                 | 2 h 09' 56" |
| Bronzo  | Charlie Spedding         | Gran Bretagna           | 2 h 09' 58" |
| 4       | Takeshi so               | Giappone                | 2 h 10' 55" |
| 5       | Robert de Castella       | Australia               | 2 h 11' 09" |
| 6       | Juma Ikangaa             | Tanzania                | 2 h 11' 10" |
| 7       | Joseph Nzau              | Kenya                   | 2 h 11' 28" |
| 8       | Djama Robleh             | Gibuti                  | 2 h 11' 39" |
| 9       | Jerry Kiernan            | Irlanda                 | 2 h 12' 20" |
| 10      | Rod Dixon                | Nuova Zelanda           | 2 h 12' 57" |
| 11      | Pete Pfitzinger          | Stati Uniti             | 2 h 13' 53" |
| 12      | Hugh Jones               | Gran Bretagna           | 2 h 13' 57" |
| 13      | orge González            | Porto Rico              | 2 h 14' 00" |
| 14      | Toshihiko Seko           | Giappone                | 2 h 14' 13" |
| 15      | Alberto Salazar          | Stati Uniti             | 2 h 14' 19" |
| 16      | Mehmet Terzi             | Turchia                 | 2 h 14' 20" |
| 17      | Shigeru So               | Giappone                | 2 h 14' 38" |
| 18      | Ralf Salzmann            | Germania Ovest          | 2 h 15' 29" |
| 19      | Henrik Jørgensen         | Danimarca               | 2 h 15' 55" |
| 20      | Hussein Ahmed Salah      | Gibuti                  | 2 h 15' 59" |
| 21      | Agapius Masong           | Tanzania                | 2 h 16' 25" |
| 22      | Gidamis Shahanga         | Tanzania                | 2 h 16' 27" |
| 23      | Eloi Schleder            | Brasile                 | 2 h 16' 35" |
| 24      | Karel Lismont            | Belgio                  | 2 h 17' 07" |
| 25      | Allan Zachariasen        | Danimarca               | 2 h 17' 10" |
| 26      | Michail Koussis          | Grecia                  | 2 h 17' 38" |
| 27      | Pertti Tiainen           | Finlandia               | 2 h 17' 43" |
| 28      | Alain Lazare             | Francia                 | 2 h 17' 52" |
| 29      | Vincent Ruguga           | Uganda                  | 2 h 17' 54" |
| 30      | Armand Parmentier        | Belgio                  | 2 h 18' 10" |
| 31      | César Mercado            | Porto Rico              | 2 h 19' 09" |
| 32      | Omar Abdillahi Charmarke | Gibuti                  | 2 h 19' 11" |
| 33      | Øyvind Dahl              | Norvegia                | 2 h 19' 28" |
| 34      | Derek Froude             | Nuova Zelanda           | 2 h 19' 44" |
| 35      | Giovanni d'Aleo          | Italia                  | 2 h 20' 12" |
| 36      | Jesús Herrera            | Messico                 | 2 h 20' 33" |
| 37      | Lee Hong-Yul             | Corea del Sud           | 2 h 20' 56" |
| 38      | Juan Camacho             | Bolivia                 | 2 h 21' 04" |
| 39      | Cor Vriend               | Paesi Bassi             | 2 h 21' 08" |
| 40      | France Ntaole            | Lesotho                 | 2 h 21' 09" |
| 41      | Johan Geirnaert          | Belgio                  | 2 h 21' 35" |
| 42      | Jacques Boxberger        | Francia                 | 2 h 22' 00" |
| 43      | Marco Marchei            | Italia                  | 2 h 22' 38" |
| 44      | Art Boileau              | Tanzania                | 2 h 22' 43" |
| 45      | Samuel Hlawe             | eSwatini                | 2 h 22' 45" |
| 46      | Baikuntha Manandhar      | Nepal                   | 2 h 22' 52" |
| 47      | Ahmed Mohamed Ismail     | Somalia                 | 2 h 23' 27" |
| 48      | Chae Hong-Nak            | Corea del Sud           | 2 h 23' 33" |
| 49      | Joseph Maisiba Otieno    | Kenya                   | 2 h 24' 13" |
| 50      | Bruno Lafranchi          | Svizzera                | 2 h 24' 38" |
| 51      | Dick Hooper              | Irlanda                 | 2 h 24' 41" |
| 52      | Derrick Adamson          | Giamaica                | 2 h 25' 02" |
| 53      | Claudio Cabán            | Porto Rico              | 2 h 27' 16" |
| 54      | Marc Agoata              | Lussemburgo             | 2 h 27' 41" |
| 55      | Wilson Theleso           | Botswana                | 2 h 29' 20" |
| 56      | Chang-Ming Chen          | Taipei cinese           | 2 h 29' 53" |
| 57      | Alejandro Silva          | Cile                    | 2 h 29' 53" |
| 58      | Kim Won-Sick             | Corea del Sud           | 2 h 30' 57" |
| 59      | Rubén Aguiar             | Argentina               | 2 h 31' 18" |
| 60      | Sabag Shemtov            | Israele                 | 2 h 31' 34" |
| 61      | Vincent Rakabaele        | Lesotho                 | 2 h 32' 15" |
| 62      | Marios Kassianidis       | Cipro                   | 2 h 32' 51" |
| 63      | Arjun Pandit             | Nepal                   | 2 h 32' 53" |
| 64      | Ismael Mahmoud           | Giordania               | 2 h 33' 30" |
| 65      | Alain Bordeleau          | Canada                  | 2 h 34' 27" |
| 66      | Tau John Tokwepota       | Papua Nuova Guinea      | 2 h 36' 36" |
| 67      | Patric Nyambariro-Nhauro | Zimbabwe                | 2 h 37' 18" |
| 68      | Kimurgor Ngeny           | Kenya                   | 2 h 37' 19" |
| 69      | Amira Prasad Yadav       | Nepal                   | 2 h 38' 10" |
| 70      | Adolphe Ambowode         | Rep. Centrafricana      | 2 h 41' 26" |
| 71      | Carloa Avila             | Honduras                | 2 h 42' 03" |
| 72      | Jules Randrianarivelo    | Madagascar              | 2 h 43' 05" |
| 73      | Abdul Lahij Ahmed        | Tanzania                | 2 h 44' 39" |
| 74      | George Mambosasa         | Malawi                  | 2 h 46' 14" |
| 75      | Marlon Williams          | Isole Vergini Americane | 2 h 46' 50" |
| 76      | Johnaon Mbangiwa         | Botswana                | 2 h 48' 12" |
| 77      | Leonardo Illut           | Filippine               | 2 h 49' 39" |
| 78      | Dieudonné LaMothe        | Haiti                   | 2 h 52' 18" |
| —       | Awadh Shaban Al-Sameer   | Oman                    | Rit.        |
| —       | Ahmet Altun              | Turchia                 | Rit.        |
| —       | Dave Edge                | Canada                  | Rit.        |
| —       | Matthews Kambale         | Malawi                  | Rit.        |
| —       | Ronald Lanzoni           | Costa Rica              | Rit.        |
| —       | Bigboy Matlapeng         | Botswana                | Rit.        |
| —       | Tommy Persson            | Svezia                  | Rit.        |
| —       | Kjell-Erik Ståhl         | Svezia                  | Rit.        |
| —       | Domingo Tibaduiza        | Colombia                | Rit.        |
| —       | Rodolfo Gómez            | Messico                 | Rit.        |
| —       | Gerard Nijboer           | Paesi Bassi             | Rit.        |
| —       | Gerhard Hartmann         | Austria                 | Rit.        |
| —       | Omar Aguilar             | Cile                    | Rit.        |
| —       | Filippos Filippou        | Cipro                   | Rit.        |
| —       | Juan Carlos Traspaderne  | Spagna                  | Rit.        |
| —       | Santiago de la Parte     | Spagna                  | Rit.        |
| —       | Geoff Smith              | Gran Bretagna           | Rit.        |
| —       | Nimley Twegbe            | Liberia                 | Rit.        |
| —       | Miguel Angel Cruz        | Messico                 | Rit.        |
| —       | Cor Lambregts            | Paesi Bassi             | Rit.        |
| —       | Stig Roar Husby          | Norvegia                | Rit.        |
| —       | Cidálio Caetano          | Portogallo              | Rit.        |
| —       | Delfim Moreira           | Portogallo              | Rit.        |
| —       | Mehmet Yurdadön          | Turchia                 | Rit.        |
| —       | Wilaon Achia             | Uganda                  | Rit.        |
| —       | John Tuttle              | Stati Uniti             | Rit.        |
| —       | Rumbanza Situ            | RD del Congo            | Rit.        |
| —       | Tommy Lazarua            | Zimbabwe                | Rit.        |
| —       | Martti Vainio            | Finlandia               | NP          |